# Vénus au miroir
Vénus au miroir est une peinture à l'huile sur toile du peintre italien Titien réalisée vers 1555, qui représente la déesse Vénus face à un miroir tenu par un angelot. Elle est conservée à la National Gallery of Art, à Washington, aux États-Unis.

## Histoire
Le tableau fait partie d'un groupe d'œuvres que Titien conserve dans sa maison du Biri di San Canciano à Venise pendant plus de vingt ans, comme échantillons à montrer aux visiteurs pour d'éventuelles commandes ou comme modèles pour des copies réalisées par des élèves. La maison-atelier vénitienne est abandonnée et en partie pillée après la mort du peintre et de son fils Orazio en 1576. Déjà en 1577, une inspection de Pomponio Vecellio, un autre fils du maître, avec son beau-frère Cornelio Sarcinelli, en vue de partager l'héritage, détecte et signale la disparition d'œuvres, d'objets précieux et de documents aux Avogadori du Comun.  Pomponio Vecellio, grand « éparpilleur de la richesse de son père », vend en 1581 la propriété avec tout son contenu, dont la Vénus au miroir, à Cristoforo Barbarigo pour 300 ducats, dont 154 pour Domenico Dossena, époux d'Emilia, la fille illégitime de Titien, .
La famille Barbarigo entretenait déjà une certaine relation avec Titien et sa collection au Ca' Barbarigo della terrazza reste impressionnante pendant les trois siècles suivants, comprenant des centaines d'œuvres parmi lesquelles des peintures, des sculptures et des céramiques. Louée au XVIIe siècle par les écrivains vénitiens Carlo Ridolfi (mentionnant ce tableau, il parle précisément d'« Une Vénus jusqu'aux genoux, rêvant d'elle-même dans le miroir avec deux Amours ») et Marco Boschini, la collection devient au XVIIIe siècle une destination incontournable des voyageurs amateurs d'art : Charles-Nicolas Cochin la décrit comme une « école de Titien » et Charles de Brosses cite la Vénus au miroir comme « parfaitement beaux ». Parmi tous les tableaux, le catalogue dressé en 1845 par Giovanni Carlo Bevilacqua mentionne 2 œuvres de Giovanni Bellini, 13 de Giorgione, 17 du Titien, une de Palma le Vieux, 2 du Tintoret, 2 de Pierre Paul Rubens, 6 de Jacopo Bassano.

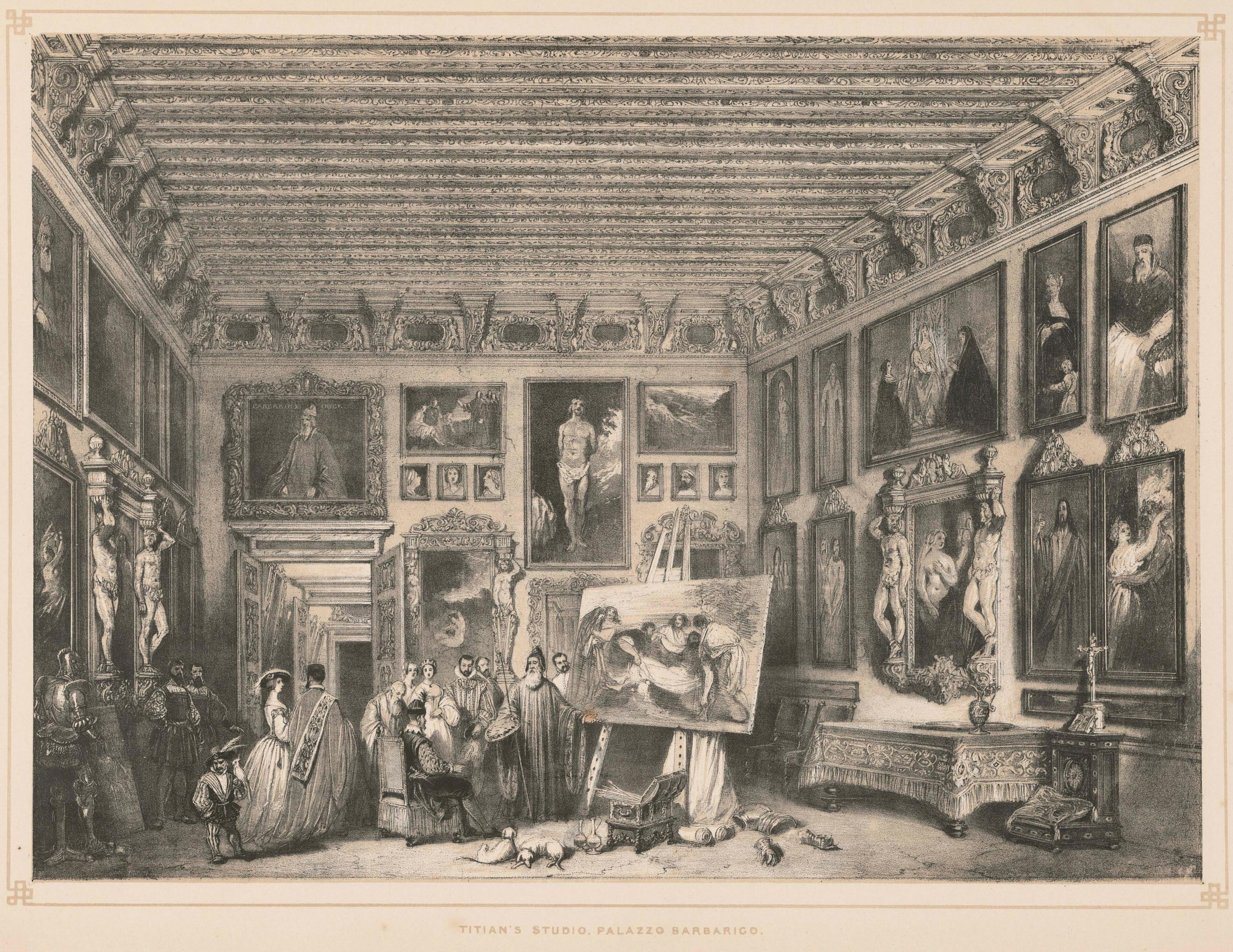
Joseph Nash, Intérieur du Ca' Barbarigo della terrazza avec la galerie du Titien, 1843, lithographie de tirée de Intérieurs et extérieurs à Venise de William Frederick Lake Price.

En 1850, a lieu une autre vente, rapportée par l'annaliste Emanuele Antonio Cicogna : l'héritier Nicolò Antonio Giustinian Cavalli vend 102 tableaux, pratiquement toute la collection en bloc, dont la Vénus au miroir, au tsar Nicolas Ier par l'intermédiaire de son consul général à Venise, le comte Alexandre Chvostov. La somme convenue de 562 000 lires autrichiennes peut paraître importante mais, de l'avis de Fiodor Bruni, alors directeur du musée de l'Ermitage de Saint-Pétersbourg, la Madeleine pénitente, autre toile du Titien de la collection, valait à elle seule la totalité de la somme.
Le tsar n'est pas satisfait de cet achat, en particulier des peintures du XVIIe siècle, alors démodées. Lors de la vente aux enchères de 1854, une bonne partie de la collection Barbarigo est liquidée avec 1 200 autres tableaux de l'Ermitage ; aujourd'hui, environ les trois quarts de ces tableaux vénitiens sont portés disparus. En 1930, afin d'accumuler des devises étrangères pour le premier des plans quinquennaux pour l'économie nationale de l'Union soviétique, le gouvernement soviétique vend secrètement la Vénus, ainsi que vingt autres chefs-d'œuvre de musées, au milliardaire américain Andrew Mellon, qui, six ans plus tard, en 1937, fait don de sa collection de 121 peintures et 21 sculptures pour former le premier noyau de la National Gallery of Art de Washington, fondée sous son impulsion.

## Analyse

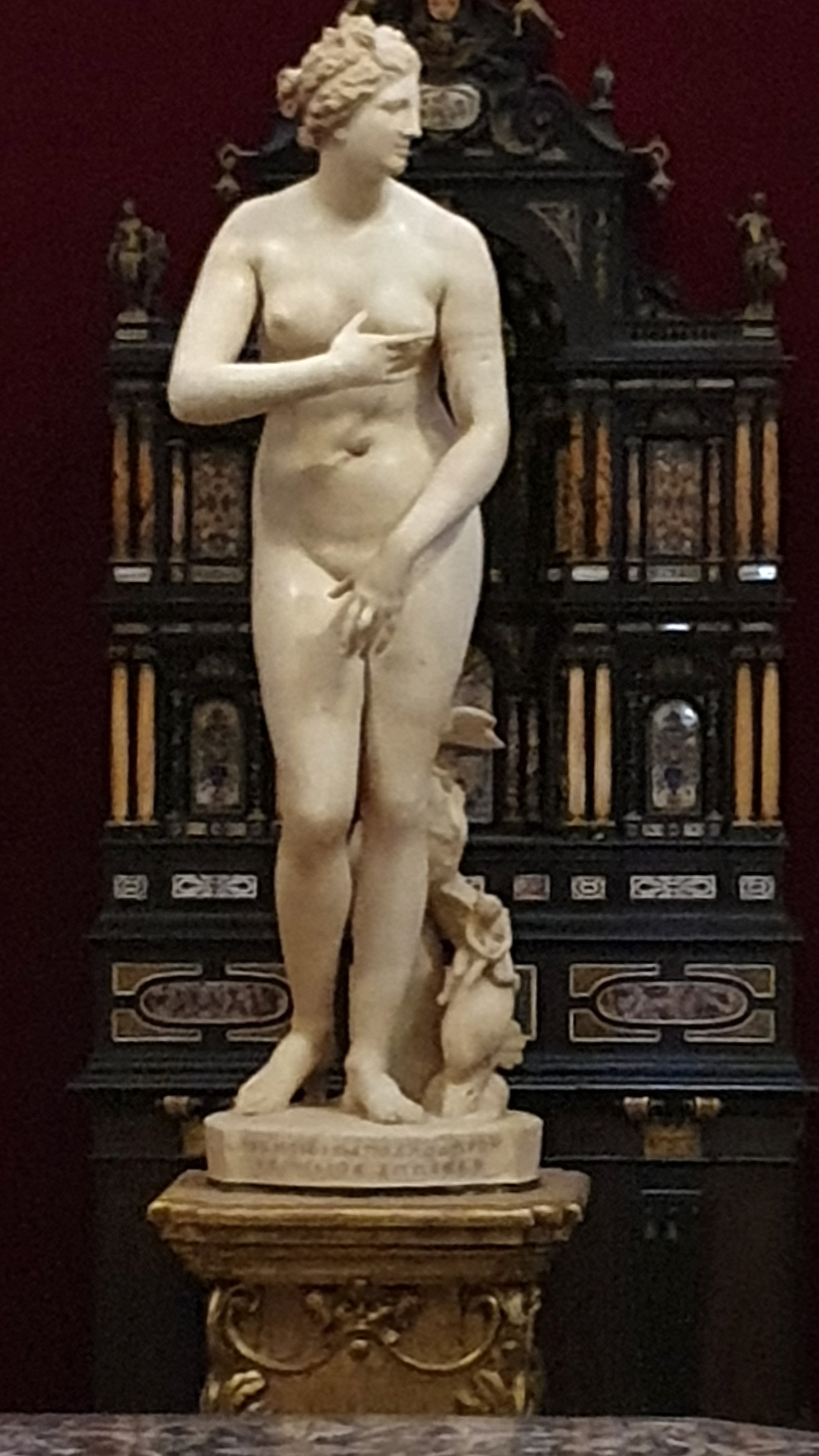
Vénus de Médicis, Galerie des Offices, Florence.

Titien, habitué à peindre Vénus, notamment mollement allongée, a pris soin d'adapter sa figure à une scène de toilette, type de situation qu'il a déjà expérimenté en mettant en scène des femmes anonymes. La pose de la déesse reprend le modèle de la « Vénus pudique », probablement la Vénus de Médicis alors à Rome, que le peintre eut l'occasion de voir lors de son séjour dans cette ville en 1545-1546 « apprenant des merveilleuses pierres anciennes». Mais il pourrait aussi s'agir d'une autre Vénus pudique présente dans la collection Grimani et maintenant au musée archéologique national de Venise.

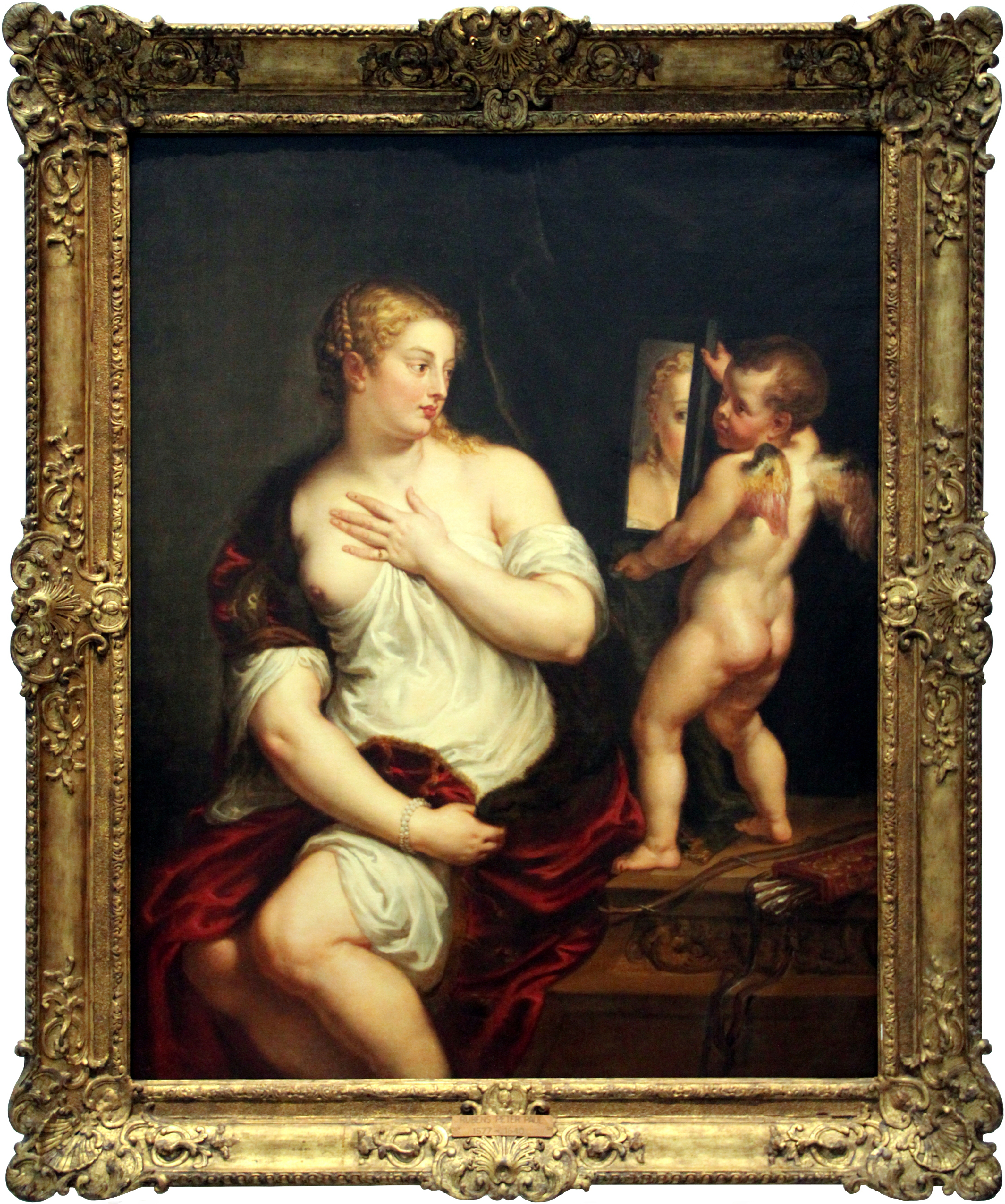
Pieter Paul Rubens, Vénus et Cupidon, 1606-1611, musée Thyssen-Bornemisza, Madrid.

La première mention d'une Vénus au miroir de Titien fait référence à l'œuvre qu'il a promise en cadeau à l'empereur  Charles Quint et qu'il réussit finalement à livrer à Augsbourg en 1548. L'original prélevé en 1813 par Joseph Bonaparte a été perdu, mais il reste une copie par Rubens. Selon certains documents, il semblerait que Titien ait envoyé une autre version à Philippe II (roi d'Espagne), qu'il a lui-même qualifiée de « Vénus nue ». On ne sait pas si les deux toiles avaient la même disposition, mais en 1666, elles sont exposées ensemble dans la galerie Titien du Prado .
Dès 1934, une étude de Stephan Poglayen-Neuwall portant sur les copies et répliques alors visibles démontre qu'il devait exister trois œuvres autographes, chacune distincte avec ses propres variantes.

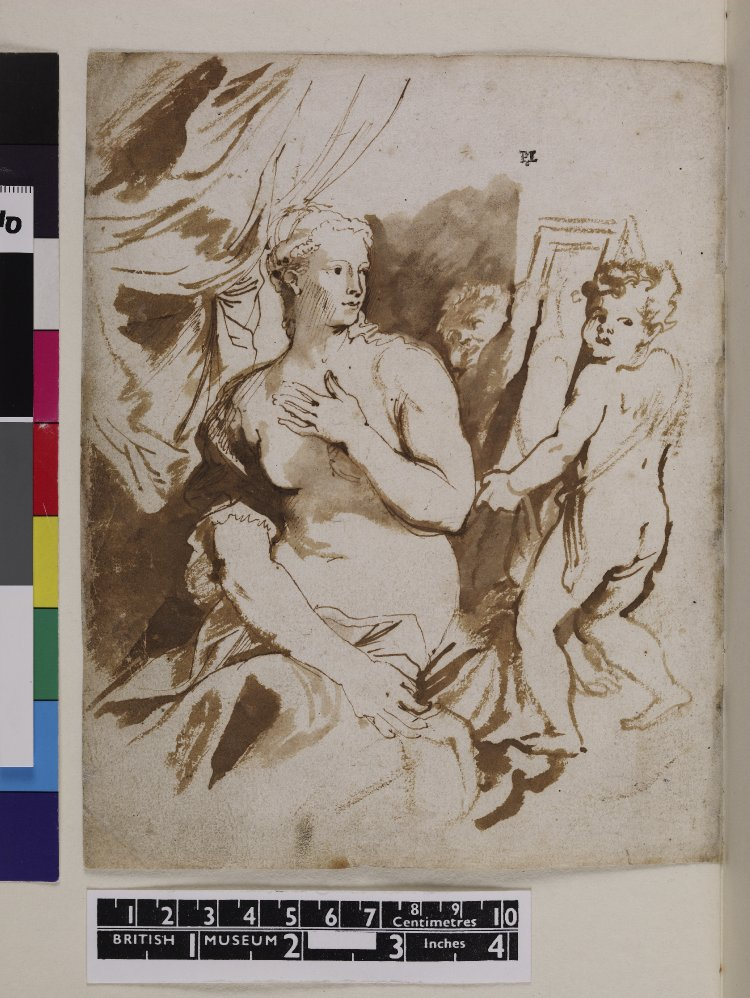
Antoine van Dyck (d'après Titien), Toilette de Vénus dans un carnet de croquis italien, 1614-1641, plume sur papier, environ 200 x 150 mm, Londres, British Museum.

Carlo Ridolfi fait référence à une autre « Vénus très rare, se regardant dans le miroir avec deux amours » dans la collection créée par l'avocat puis marchand Nicolò Crasso (1523-1595), le même qui a commandé à Titien le retable du saint éponyme pour sa propre chapelle dans l'église San Sebastiano de Venise. Ce tableau perdu ne nous est connu qu'à partir d'un croquis du carnet qu'Antoine van Dyck a dessiné en Italie et par la copie présente à l'Ermitage.
La seule Vénus au miroir qui nous soit parvenue est le spécimen de Washington. On pensait autrefois que le tableau livré à l’empereur était une copie de celui-ci, ignorant l’exemple original de Crassus. Une étude minutieuse de Peter Humfrey a montré que cette version est postérieure et peut être datée de 1552-1553 .
Les copies qui subsistent permettent de connaître les variations introduites par Titien dans les différents exemplaires. Cependant, certains détails, comme les colliers et les bracelets, ne sont pas souvent significatifs à cause de l'imagination, du goût ou de l'habileté des copistes. Dans le tableau envoyé en Espagne, les éléments pertinents sont la chemise qui couvre partiellement la poitrine de Vénus, mais laisse apparaître ses jambes, et la présence d'un seul amour. Dans les deux autres en revanche, le buste de Vénus est présenté nu et la déesse est accompagnée de deux érotes. Dans l'exemplaire de Crassus, les deux amours tiennent le miroir et le premier tourne son regard vers les observateurs. Dans l'exemplaire de la National Gallery, seul le premier Cupidon tient le miroir et le regarde, l'autre offre une guirlande à Vénus.

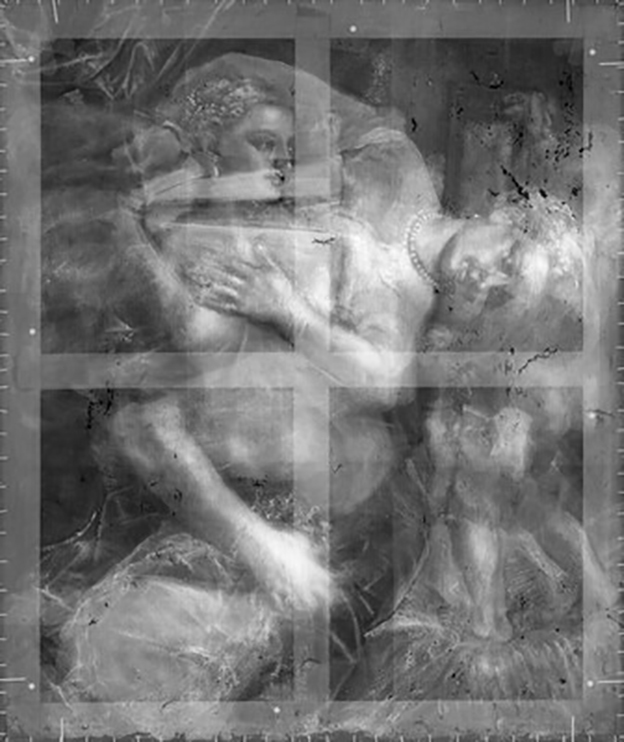
Radiographie du tableau de Washington.

La radiographie publiée par Fern Rusk Shapley en 1972 révèle que l'exemplaire de Washington a été peint sur une toile précédemment utilisée pour un double portrait avec une femme élégante et un homme en armure. Selon Giorgio Tagliaferro, le tableau original est probablement l'œuvre du jeune élève Pâris Bordone étant donné la disposition attribuable à ses méthodes, une hypothèse cependant jugée peu défendable selon Humfrey. Titien a ensuite fait pivoter la toile en la plaçant verticalement et y a peint sa nouvelle Vénus, réutilisant le manteau de l'homme comme couverture pour les jambes de la déesse.
La Vénus de Washington, dans le traitement soigné de la texture des surfaces et leur sensualité tactile, particulièrement typique du Titien des années 1950, incarne l'idéal de beauté féminin de cette époque, en révélant, plutôt qu'en la recouvrant, la douceur de la chair blanche de la déesse enveloppée dans le drap rouge entouré de broderies d'or et d'argent et doublé de fourrure douce .
Il a été constaté que le côté droit du tableau n'est pas aussi soigné, par exemple dans l'anatomie générale du premier amour dans lequel l'aile gauche apparaît également trop plate et émerge de l'épaule contrairement à l'autre attachée à l'omoplate. Plusieurs chercheurs ont donc supposé que la moitié droite du tableau avait été peinte par un disciple, peut-être même après la mort du maître, peut-être dans le but de rendre l'œuvre plus vendable. Pour confirmer l'inclusion tardive des amours, Tamara Fomichova a également observé que celui offrant une guirlande fleurie est un motif qui n'apparaît dans les œuvres du Titien qu'à partir du milieu des années soixante avec les deux versions de Vénus et Adonis, aujourd'hui au Fitzwilliam Museum et au Metropolitan Museum of Art.

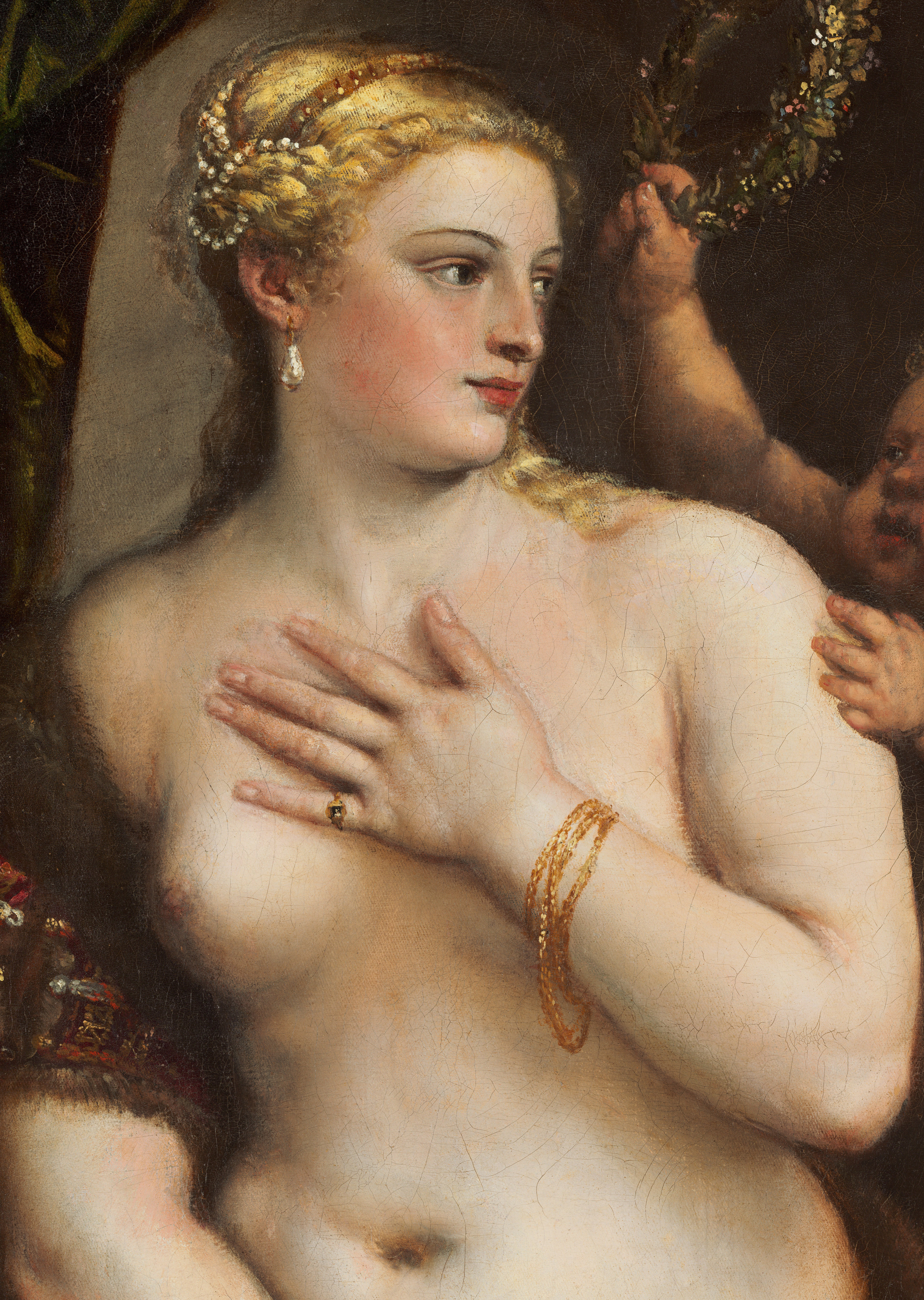
Détail.

Le motif de Vénus avec le miroir est fréquent tout au long du Moyen Âge comme allégorie moralisatrice de la vanité et de la volupté, mais il a survécu dans ce sens encore plus tard, l'allégorie de la Vanité de Giovanni Bellini pourrait en constituer un exemple de cette durabilité. Quelques années plus tard avec la Jeune Femme nue au miroir, qui anticipe en quelque sorte l'iconographie de la Vénus au miroir, Giovanni Bellini répond à la Femme au miroir du Titien. Bien que les deux tableaux ne fassent pas ouvertement référence à la déesse, certains historiens les ont présentés comme des précurseurs de la Vénus : par exemple Elise Goodman-Soellner identifie dans la Femme une représentation de l'idéal de beauté de Pétrarque et dans les harmonies chromatiques de la Vénus une correspondance avec les louanges des poètes à leurs dames ; Cathy Santore, qui voit la Femme et Vénus comme des courtisanes, revient sur le concept de représentation de la lascivité. Rona Goffen interprète les deux tableaux du Titien comme des icônes de l'équilibre des pouvoirs érotiques dans la relation homme/femme et voit la présence du manteau rouge dans la Vénus un substitut intime au mâle. Quoi qu’il en soit, le contact du spectateur avec les yeux de la déesse à travers le miroir renforce la sensation érotique du tableau. Parallèlement, de nombreux historiens ont également inclus ce tableau dans le débat sur le Paragone. Irina Artemieva développe cette interprétation en référant la Vénus non seulement au débat sur la comparaison entre peinture et sculpture, mais aussi à celui entre dessin et coloration développé dans le Dialogue de la peinture de Ludovico Dolce, un manifeste notoire sur l'art de Titien,.

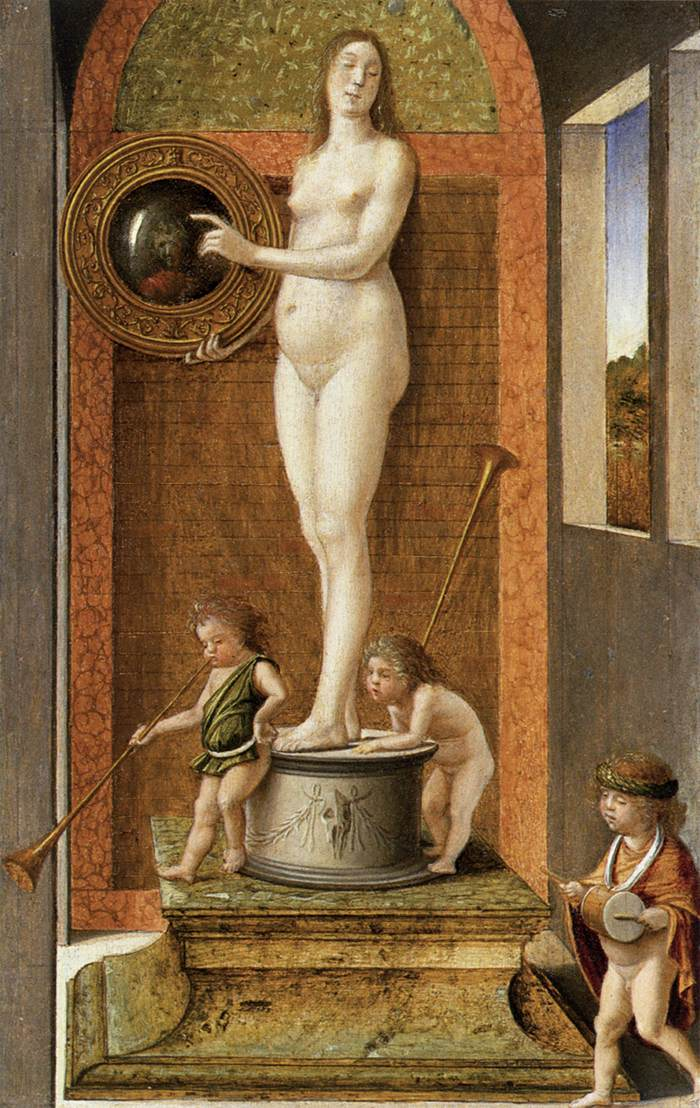
Giovanni Bellini, Allégorie de la Prudence, vers 1490, Galeries de l'Académie de Venise.
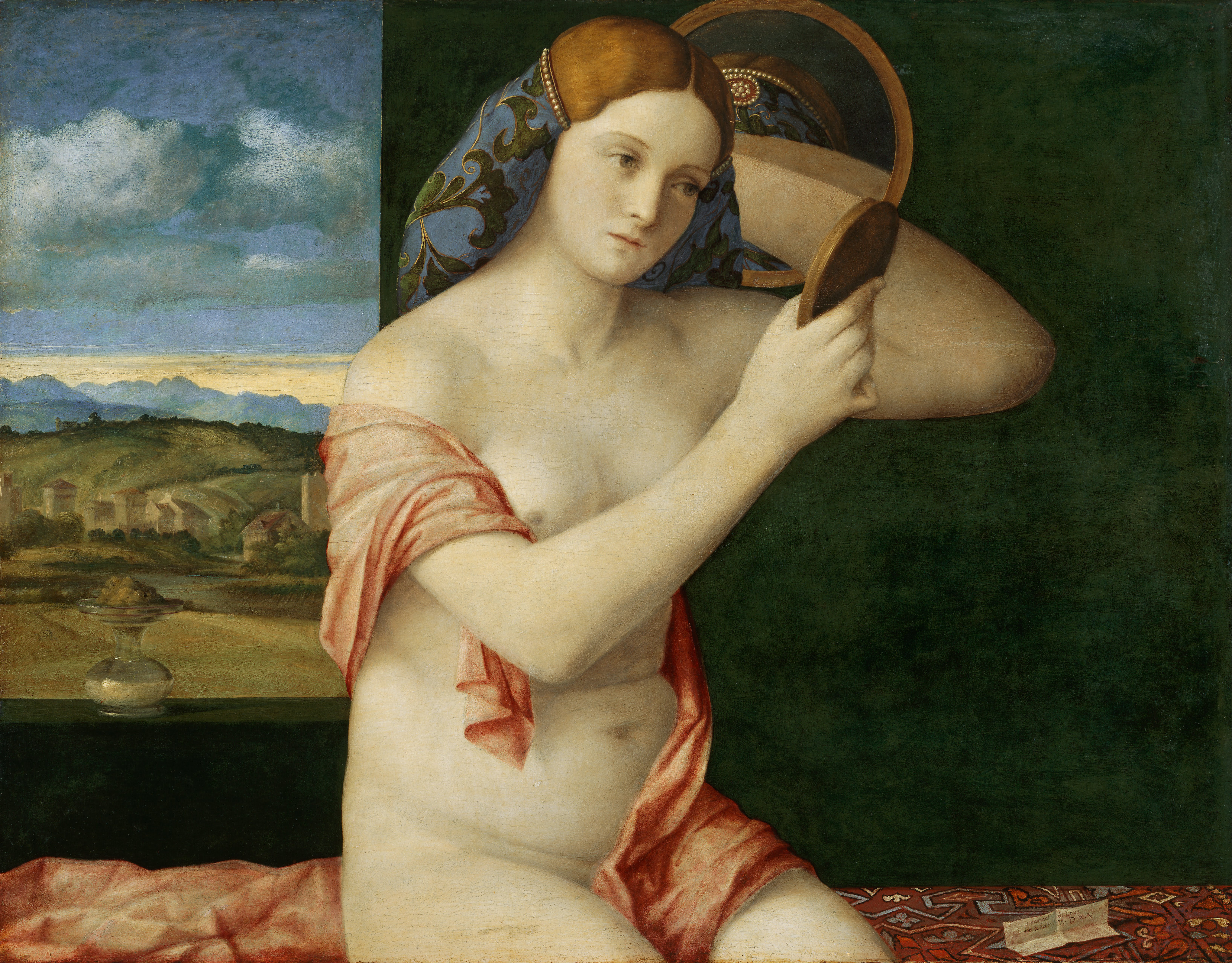
Giovanni Bellini, Jeune Femme nue au miroir, 1515, musée d'Histoire de l'art de Vienne.
Titien, Portrait d'une Femme à sa toilette, vers 1515, musée du Louvre, Paris.